# Монтекинто (станция метро)
«Монтекинто» (исп. Montequinto) — станция линии 1 метрополитена Севильи.
Имеется лифт для инвалидов, эскалаторы, автоматы по продаже проездных документов, системы аварийной эвакуации и безопасности. На станции установлены платформенные раздвижные двери.
Станция была открыта 23 ноября 2009 года в 13:00 после завершения в течение двух месяцев испытаний по безопасности. Испытания проводились между станциями «Кондекинто» и «Оливар де Кинтос» .